# Trolebús de Bogotá
El Trolebús de Bogotá fue un sistema de transporte alimentado con electricidad de la ciudad de Bogotá que estuvo en servicio entre 1947 y 1991. Era operado por la Empresa Distrital de Transportes Urbanos (EDTU), liquidada a finales del año 1991.